# 吉村康
吉村康（よしむら やすし、1939年 - ）は、日本の作家。
京都府久世郡佐山村（現・久御山町）下津屋川原の木津川畔に生まれる。大阪市立大学経済学部卒業。京都在住。日本民主主義文学同盟に所属していた。

## 著書
- 『高杉晋作』東邦出版社　1974
- 『蜷川虎三の生涯』蜷川虎三伝記編纂委員会編 三省堂　1982
- 『少年の戦争』沖積舎　1984
  - 『底本少年の戦争』いしずえ　2002
- 『心眼の人山本覚馬』恒文社　1986
- 『冬の歌碑 松倉米吉の生涯』恒文社　1988
- 『春来峠 小説・前田純孝』まろうど社　1994　まろうど短歌選書
- 『歌壇のピカソ 孤高の歌人・加藤克巳の航跡』沖積舎　1997
- 『天の橋立青春伝 丹後・宮津の自由民権』まろうど社　2000
- 『新島八重の生涯 歴史物語 幕末のジャンヌ・ダルク』歴史春秋出版　2012

## 注
1. 1 2  “『歴史物語　新島八重の生涯―幕末のジャンヌ・ダルク』”.   紀伊國屋書店ウェブストア. 2019年5月28日閲覧。
2. ↑  『現代日本人名録』